# EXO5
EXO5 (англ. Exonuclease 5) – білок, який кодується однойменним геном, розташованим у людей на 1-й хромосомі. Довжина поліпептидного ланцюга білка становить 373 амінокислот, а молекулярна маса — 41 816.
| 10         |  | 20         |  | 30         |  | 40         |  | 50         |
| ---------- |  | ---------- |  | ---------- |  | ---------- |  | ---------- |
| MAETREEETV |  | SAEASGFSDL |  | SDSEFLEFLD |  | LEDAQESKAL |  | VNMPGPSSES |
| LGKDDKPISL |  | QNWKRGLDIL |  | SPMERFHLKY |  | LYVTDLATQN |  | WCELQTAYGK |
| ELPGFLAPEK |  | AAVLDTGASI |  | HLARELELHD |  | LVTVPVTTKE |  | DAWAIKFLNI |
| LLLIPTLQSE |  | GHIREFPVFG |  | EGEGVLLVGV |  | IDELHYTAKG |  | ELELAELKTR |
| RRPMLPLEAQ |  | KKKDCFQVSL |  | YKYIFDAMVQ |  | GKVTPASLIH |  | HTKLCLEKPL |
| GPSVLRHAQQ |  | GGFSVKSLGD |  | LMELVFLSLT |  | LSDLPVIDIL |  | KIEYIHQETA |
| TVLGTEIVAF |  | KEKEVRAKVQ |  | HYMAYWMGHR |  | EPQGVDVEEA |  | WKCRTCTYAD |
| ICEWRKGSGV |  | LSSTLAPQVK |  | KAK        |  |            |  |            |

A: Аланін

C: Цистеїн

D: Аспарагінова кислота

E: Глутамінова кислота

F: Фенілаланін

G: Гліцин

H: Гістидин

I: Ізолейцин

K: Лізин

L: Лейцин

M: Метіонін

N: Аспарагін

P: Пролін

Q: Глутамін

R: Аргінін

S: Серин

T: Треонін

V: Валін

W: Триптофан

Кодований геном білок за функціями належить до гідролаз, екзонуклеаз, нуклеаз. 
Задіяний у таких біологічних процесах, як пошкодження ДНК, репарація ДНК. 
Білок має сайт для зв'язування з іонами металів, іоном заліза, ДНК, іоном магнію, групою 4Fe-4S, залізо-сірчаною групою. 
Локалізований у цитоплазмі, ядрі.